# Templário de Tiro
"Este artigo é sobre um documento do século XIV e seu autor. Para o Historiador e arcebispo do século XII, veja Guilherme de Tiro"
O Templário de Tiro (em francês: Le Templier de Tyr), foi o pseudônimo de um historiador medieval francês , várias fontes sugerem que seu nome real era Gerardo de Montreal.

## Das origens
O Templário de Tiro é o nome de um historiador medieval e também do documento que ele escreveu no século XIV, a terceira e a maior seção das "Gestas dos Cipriotas". Durante muito tempo acreditou-se que o documento fora escrito por um cavaleiro na ilha de Chipre, na época em que a ilha era a base de operações das três maiores ordens militares, os Cavaleiros Templários, a Ordem Teutônica e os Cavaleiros Hospitalários. Contudo, o autor do documento era provavelmente um tradutor da língua [árabe], um secretário e confidente do Mestre Templário Guilherme de Beaujeu,  embora não fosse o próprio um Templário.
O trabalho, intitulado "Gestas dos Cipriotas", foi escrito entre Gerardo e um estudioso conhecido como Felipe de Navarra. Acredita-se que uma terceira parte, a mais extensa do documento, tenha sido escrita pelo Templário de Tiro, na época em que a ilha de Chipre era o centro de operações das três ordens militares mais importantes da época: os Templarios, os Hospitalários e os Cavaleiros Teutônicos. O autor deste documento provavelmente sabia falar e traduzir do árabe e se crê que era secretário e confidente do Grão-Mestre da Ordem do Templo, Guilherme de Beaujeu. Sem embargo, Gerardo de Montreal não era templário, senão que era um cavaleiro secular da Terra Santa.

## A Obra
O documento fornece um relato em primeira mão das experiências pessoais do autor e fornece informações valiosas sobre um período importante das Cruzadas, documentando desde o início dos anos 1230 até cerca de 1314. Ele abrange os dias finais do cristianismo, as atividades na Terra Santa, como eles estavam travando uma guerra perdida contra o Sultanato Mameluco, e eventos tão importantes como o cerco e a caída de Acre em 1291  e a dissolução da Ordem dos Cavaleiros Templários no início do século XIV. Escrito em francês antigo, traduções inglesas foram publicadas.
Os "Gestas dos cipriotas" fornecem um estudo em primeira mão da experiência pessoal do autor e fornece informações valiosas sobre um período importante na história das Cruzadas. Documentando esse período desde inícios do ano de 1230 até aproximadamente o ano de 1314. Abrange os últimos dias das atividades dos senhores cristãos na Terra Santa e como eles travaram uma batalha perdida contra os Mamelucos.  O documento também detalha exaustivamente o crucial cerco e a caída de Acre em 1291 e a posterior dissolução da Ordem dos Cavaleiros Templários a inícios do século XIV. As crônicas estão escritas em francês, porém há varias versões em inglês disponíveis.
Nas Gestas dos Cipriotas o Templário de Tiro nos dá uma descrição da pessoa do Mestre Beaujeu:
"Ele era um homem gentil relacionado com o rei da França. Ele foi muito generoso e caridoso, assim alcançou grande popularidade e em seu tempo de Temple recebeu muitas honrarias e foi muito temido. Ao ser eleito Mestre, serviu primeiro como comandante da Puglia (Pouilles) e permaneceu em Ultramar dois anos mais, visitando todas as casas do Templo nos reinos da França, Inglaterra e Espanha. ele acumulou grande riqueza e foi quando ele veio para o Acre".
Da mesma forma, o Templário de Tiro nos conta seus últimos momentos: "Ele entregou sua alma a Deus e foi sepultado diante do tabernáculo, que era o altar onde a missa era celebrada." Que Deus o receba em seu seio pois sua morte foi uma imensa perda."